# يوجين كونينغ
يوجين كونينغ (بالألمانية: Eugen König)‏ هو عسكري ألماني، ولد في 19 سبتمبر 1896 في ترير في ألمانيا، وتوفي في 8 أبريل 1985 في بيتبورغ في ألمانيا.